# Mauringo
Mauringo, chiamato anche Mauring, Moringus o  Maurinus, (... – fl. inizio IX secolo) fu conte palatino dall'835 all'844, conte di Brescia e duca di Spoleto.

## Biografia
Mauringo era figlio di Suppone I, duca di Spoleto, della stirpe dei Supponidi, e di una figlia di Adelchi o una figlia di Arechi II di Benevento. Successe al padre nel 822 nella contea di Brescia (Brixiae comes) quando questo fu nominato duca di Spoleto e poi nel 824, alla morte del padre e poi di Adelardo di Spoleto nel giro di pochi mesi, successe ad entrambi nel ducato spoletino. Secondo gli Annali franchi di Eginardo, morì a sua volta entro breve tempo.

## Famiglia e figli
Egli ebbe un figlio:
- Suppone III, duca di Spoleto dall'871 all'876.